# Райнер (Вірджинія)
Райнер (англ. Riner) — переписна місцевість (CDP) в США, в окрузі Монтгомері штату Вірджинія. Населення — 949 осіб (2020).

## Географія
Райнер розташований за координатами 37°4′1″ пн. ш. 80°26′26″ зх. д. / 37.06694° пн. ш. 80.44056° зх. д. (37.067043, -80.440573).  За даними Бюро перепису населення США в 2010 році переписна місцевість мала площу 3,78 км², з яких 3,78 км² — суходіл та 0,00 км² — водойми.

## Демографія
Згідно з переписом 2010 року, у переписній місцевості мешкало 859 осіб у 317 домогосподарствах у складі 258 родин. Густота населення становила 227 осіб/км².  Було 353 помешкання (93/км²).
Расовий склад населення:
| - 96,2 % — білих - 1,7 % — чорних або афроамериканців - 0,1 % — корінних американців |

До двох чи більше рас належало 2,0 %. Частка іспаномовних становила 1,6 % від усіх жителів.
За віковим діапазоном населення розподілялося таким чином: 28,2 % — особи молодші 18 років, 59,3 % — особи у віці 18—64 років, 12,5 % — особи у віці 65 років та старші. Медіана віку мешканця становила 39,4 року. На 100 осіб жіночої статі у переписній місцевості припадало 90,5 чоловіків;  на 100 жінок у віці від 18 років та старших — 93,4 чоловіків також старших 18 років.
Середній дохід на одне домашнє господарство  становив 72 313 долари США (медіана — 71 523), а середній дохід на одну сім'ю — 92 836 доларів (медіана — 100 417). Медіана доходів становила 37 182 долари для чоловіків та 36 250 доларів для жінок. За межею бідності перебувало 9,1 % осіб, у тому числі 0,0 % дітей у віці до 18 років та 0,0 % осіб у віці 65 років та старших.
Цивільне працевлаштоване населення становило 359 осіб. Основні галузі зайнятості: освіта, охорона здоров'я та соціальна допомога — 24,2 %, виробництво — 22,0 %, науковці, спеціалісти, менеджери — 20,3 %.